# Leontios
Leontios (tiếng Hy Lạp: Λεόντιος, tiếng Latinh: LEONTIVS) (Không rõ năm sinh, mất ngày 15 tháng 2 năm 706) là Hoàng đế Đông La Mã từ năm 695 đến 698. Ông lên nắm quyền bằng cách lật đổ Hoàng đế Justinianos II để rồi về sau lại bị Tiberios III lật đổ. Tên gọi thực tế và chính thức của ông là Leon (Λέων, Leōn), nhưng trong biên niên sử Đông La Mã thường gọi bằng cái tên Leontios.

## Tiểu sử

### Thiếu thời
Leontios sinh ra ở Isauria. Hồi trẻ gia nhập quân đội, nhờ nhiều lần lập chiến công nên mau chóng thăng cấp bậc và được triều đình bổ nhiệm làm strategos (thống đốc quân sự) tỉnh (thema) Anatolic dưới thời trị vì của Hoàng đế Konstantinos IV.
Năm 686 Leontios được Justinianos II chọn làm tổng chỉ huy quân đội Đông La Mã chống lại người Ả Rập ở Gruzia và Armenia. Tàn nhẫn ngay cả theo chuẩn mực ngày nay, Leontios tiến hành cuộc chiến tranh sâu hơn vào tận Azerbaijan và Caucasus Albania. Thành công của ông cuối cùng buộc phải đàm phán một hiệp ước giữa Byzantium và Caliph Abd al-Malik với việc người Ả Rập sẽ phải nhượng bộ đáng kể và cống nạp cho các Hoàng đế Đông La Mã.
Leontios đã không thành công khi gây chiến chống lại người Ả Rập vừa trở lại vào năm 692. Dẫn đầu một đội quân Đông La Mã hùng hậu, ông đã bị đánh bại trong trận Sebastopolis khi một đạo quân lớn của người Slav rời khỏi trận địa và bỏ mặc lực lượng còn lại của ông chạm trán quân địch. Tức giận trước tổn thất của quân đội, Hoàng đế Justinianos đã sai người giam cầm Leontius trong hai năm.

### Nổi loạn
Ít lâu sau Hoàng đế nguôi giận cho phóng thích Leontios vào năm 695 và bổ nhiệm là strategos tỉnh Helladic. Thay vì lên đường tới nhiệm sở thì ông lại tổ chức một cuộc nổi dậy chống lại hoàng đế, dẫn đầu phần lớn là các bạn tù cũ của mình. Với sự giúp đỡ từ phe cánh những người đánh xe ngựa màu Xanh, viên Thượng phụ Kallinikos và sức mạnh quân sự của mình, Leontios đã nhanh chóng phế truất Justinianos và đoạt lấy ngôi vị. Để trừ hậu họa, ông cho người cắt mũi và lưỡi của Justinianos rồi lưu đày tới Cherson ở Krym.

### Lên ngôi
Dưới triều đại không được lòng dân của mình, Leontios (chính thức là "Leon") đã phải kiềm chế hầu hết các chiến dịch quân sự thay vì cố gắng củng cố đế chế. Chính thế phòng ngự và kém linh động này đã tạo cơ hội cho Abd al-Malik phái quân viễn chinh sang đánh chiếm Carthage vào năm 697. Leontios bèn điều động một hạm đội nhằm tái chiếm thành phố nhưng phải gánh chịu thảm bại trong trận Carthage năm 698.
Thay vì trở lại triều đình để báo cáo thất bại quân sự, quân đội Đông La Mã nhân dịp này đã nổi loạn lật đổ đô đốc của họ và bầu một thủy thủ có cái tên German là Apsimaros làm lãnh đạo. Apsimaros vội vàng đổi tên thành Tiberios III và dẫn hạm đội trở về Constantinopolis với sự ủng hộ của phe áo Xanh đã lật đổ Leontios vào năm 698.

### Tù giam và cái chết
Đúng theo những gì giờ đã trở thành truyền thống cho các hoàng đế bị phế truất, Leontios cũng bị cắt mũi và lưỡi rồi tống giam trong tu viện của Psamathion ở Constantinopolis. Khi vị Hoàng đế trước đây là Justinianos trở lại ngôi báu vào năm 705, Tiberios và Leontios đều bị binh lính lôi đi diễu hành qua các đường phố trong khi dân chúng ném những thứ bẩn thỉu vào họ. Sau đó cả hai được dẫn đến thao trường Hippodrome để hành hình.